# Arne Tollbom
Henning Arne Emil Tollbom (Helsinki, 20 de marzo de 1911-Estocolmo, 16 de noviembre de 1971) fue un deportista sueco que compitió en esgrima, especialista en la modalidad de espada. Participó en los Juegos Olímpicos de Londres 1948, obteniendo una medalla de bronce en la prueba por equipos.

## Palmarés internacional
| Juegos Olímpicos | Juegos Olímpicos      | Juegos Olímpicos  | Juegos Olímpicos   |
| Año              | Lugar                 | Medalla           | Prueba             |
| ---------------- | --------------------- | ----------------- | ------------------ |
| 1948             | Londres (Reino Unido) | Medalla de bronce | Espada por equipos |